# Filip Starzyński
Filip Starzyński, né le 27 mai 1991 à Szczecin en Pologne est un footballeur international polonais. Il évolue actuellement au Zagłębie Lubin comme milieu offensif.

## Biographie
Avec le club polonais du Ruch Chorzów, il joue 9 matchs en Ligue Europa.